# 德尔斐
德尔斐（Δελφοί），在荷馬時代舊名皮托（Πυθώ），為古希臘福基斯地區的重要城鎮，被古希臘人認為是世界的中心，為一處奉獻給阿波罗的泛希臘聖地，亦為阿波羅神女祭司皮媞亞的駐地，在此傳達德尔菲神谕。於1987年以「德爾菲的考古地」名稱列入联合国教科文组织的世界遗产名录。

## 歷史
“德尔斐”这个名字据说源於海豚（ / delphis）。在荷马的诗歌中，阿波罗为了在这个地方创建教派，曾经以这种动物的形象吸引克里特的航海者前来作为最早的祭司。
考古学上德尔斐地区最早有人类居住的迹象可以上溯到旧石器时代。在圣地的遗址上发掘出一个公元前1400年左右的中等规模的村庄，名为“皮托”（Pytho），这也是德尔斐的旧名。它于约1400 BC至800 BC之间被遗弃，而现在看到的圣地可能就是于这个时期开始发展，出现了第一个祭坛和第一座神庙，它们可能是根据德尔斐和古希腊的传统被安置于一个天然地缝上，从而能够导出天然气（斯特拉博：IX, 3, 5）。
特别是在前8世纪中叶至前7世纪中叶期间，阿波罗崇拜获得了很高的声誉，因为他是当时如火如荼的殖民事业的守护神。
对于节日的组织，特别是泛希腊圣地的管理，希腊人通常组成“近邻同盟”，即临近城邦的联合会，来进行联合管理。德尔斐的近邻同盟被称为“大近邻同盟”，是希腊最重要的同等组织，自前590年起组织，包括了一打城邦。正是这个同盟拨款资助圣地的建设，并且监管神庙的整修或重建，如前6世纪末的情况。
就如现代的旅游景点一般，德尔斐圣地所处的小小城市正是由于公元前6世纪起来自希腊各地的拜访者而维持着它的繁荣。
前373年，一场地震严重地破坏了圣地的建筑，对它的命运產生决定性的改變。正是前4世纪下半叶，于其艰苦的修复的同时，希腊经历了政治的动荡，圣地因而逐渐走向衰落。自公元1世纪罗马统治以来，圣地再也没有出现过新的建筑。
公元392年，罗马皇帝狄奧多西一世签发谕令禁止异教信仰，标志着阿波罗崇拜的终结。圣地的遗址于公元初被一个村庄占据，于15世纪被重新发现。

## 建築

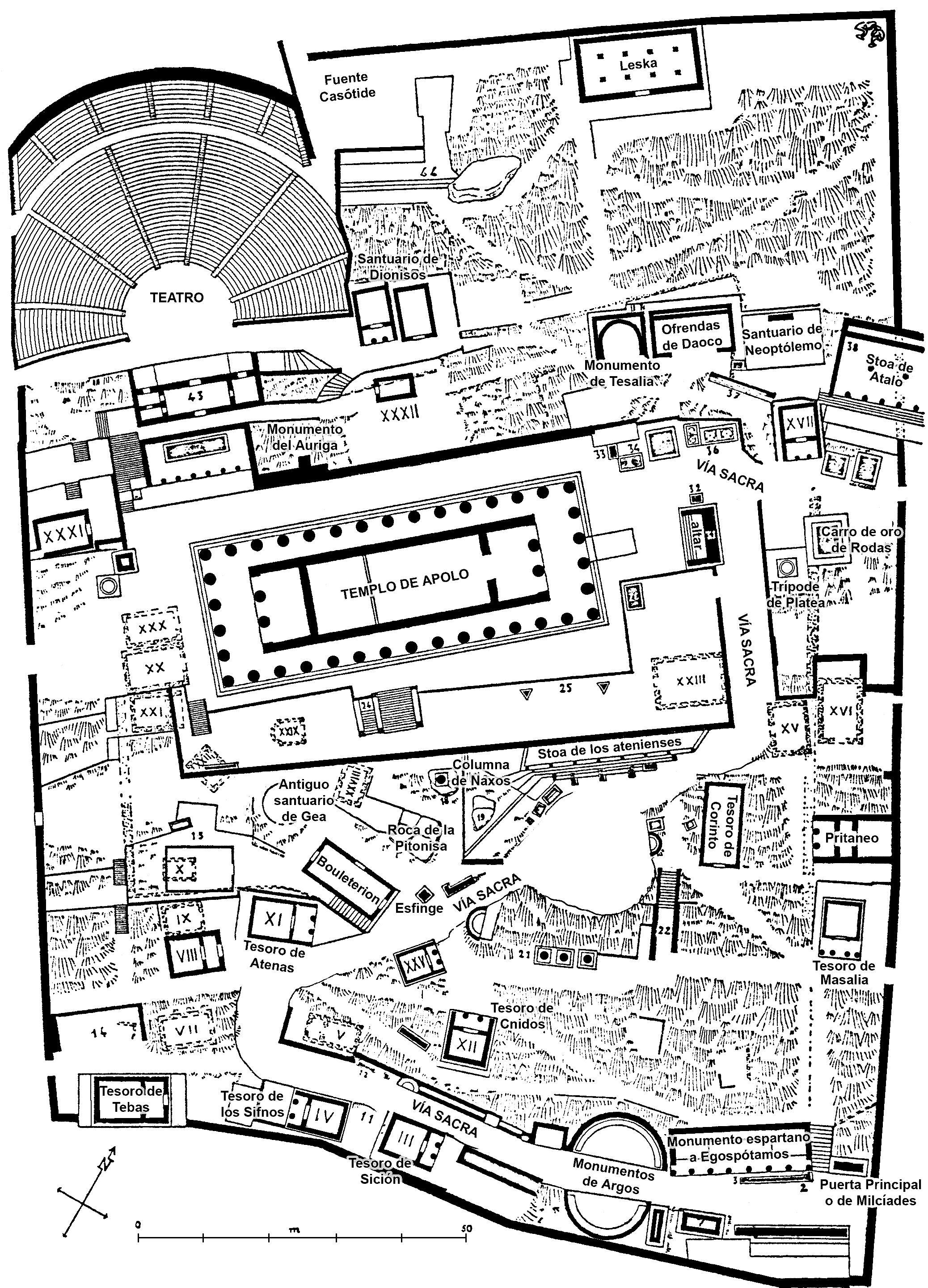
德爾斐聖地上區的平面圖。外牆長190公尺，寬135公尺，開有九個門。

大多現存的建築主要可以追溯到此地活動最密集的西元前6世紀。
聖地的建築包含神廟、祭壇、寶庫等及其他附屬建築如劇場、柱廊、體育場及體操館。主要部分位在較高區域，被190公尺長，135公尺寬，開有九個門的外牆環繞。
山坡十分陡峭，下面不远处还有另一座献给雅典娜（Athena Pronaia，“先于神庙的雅典娜”）的神庙，她看护着（并“先于”）这个圣地。
参观者从“神路”走进德尔斐圣地，所谓神路是一段两边排列各种纪念碑的道路，包括二十几座各个城邦贡奉的纪念建筑，其中大部分是宝库（trésor），裡面陈列了献给神明的供奉（ex-voto）。这些供奉，要么是出于虔诚要么出于政治目的。在这些祈愿用的小教堂里一般具有专门的地方存放代表神性的物件；而另一种祈愿物的存放处是一个沟堑，开挖在“空地”的地面上，也就是说位于神圣的区域内。
圣地也有體育場、跑马场以及体操馆，它们是四年一度的皮提亞競技會的举办地。这个运动会同奥林匹克运动会旗鼓相当，也是具有全希腊影响力的重要祭典，根据非常严格的宗教历法进行。然而今天这个运动会的风采被奥运会完全阴蔽了。

### 阿波羅神廟

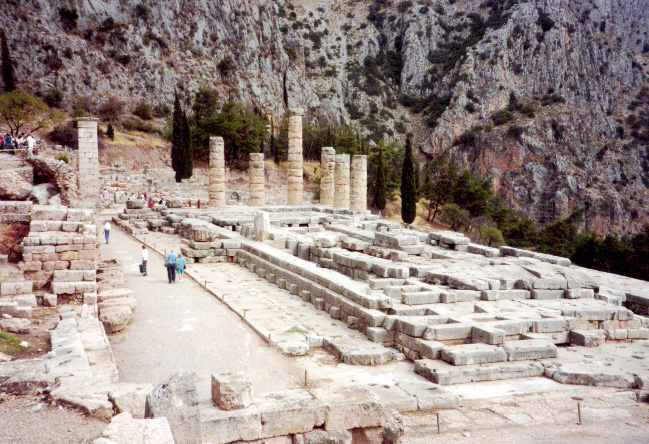
德尔斐的阿波罗神庙之废墟

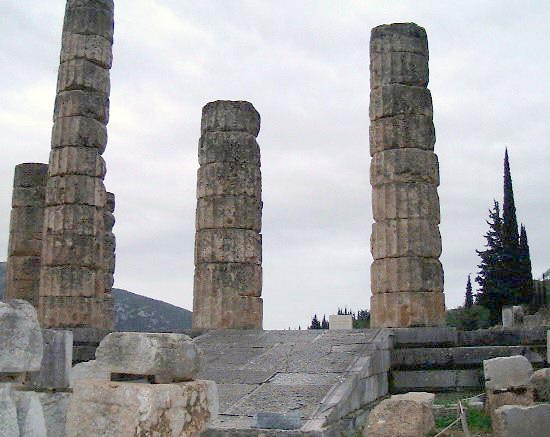
阿波罗神庙（第六期）的立柱

現在殘存的神廟遺址為建于公元前4世纪的第六代神廟建築，為多立克式的圍柱式建築，為斯平塔罗斯等人在早期的神廟遺址上模仿舊貌建立的，不過这个版本显得相对朴素，可能歸因重建时的经济条件不足。神廟建築平面呈長方形，長60.32公尺，寬23.82公尺，前后两面各竖有六个陶立克柱，侧边各排列15根同样风格的石柱。神廟坐落于帕那索斯山的山腰懸崖上，海拔約500公尺，在这个高度能够俯瞰整个希腊中部，而且其地点被精心勘選，位在「最顯赫的位置（ἐπιφᾶνήστος τόπος）」，使得圣地的任何角落都能够看見它。
西元2世紀，保萨尼亚斯在他的著作中《希臘志》提到此地第一至第四代神廟建築，最初的神廟據說可能是用來自坦佩谷的月桂枝建造的草屋；第二代的神廟據傳說是蜜蜂以蜂蠟和翅膀建造，並被阿波羅以強大的風吹毀至许珀耳玻瑞亚，又有一說是由當地人以山上蕨類編織建造；第三代建築則被認為是以青銅建造。考古发掘皆没有找到第一代至第三代神廟建築的踪迹。詩人品達在作品中描述了第三代神廟的細節，例如賽蓮的雕像。第四代神庙由特罗福尼乌斯和阿伽墨得斯所建，毁于西元前548/47年，第五十八奧林匹亞期間首年的大火，並在阿爾克馬埃翁家族資助和指揮下重建。第四代神廟傳說是由石頭建造，但現代的理論資料則持其他看法。第五代和第六代神庙的平面相似，它们也是最为人所知的。前者用石头所砌，采用了古风时期的风格，其中有些部分被重新運用在第六个神庙的基底上。
據說阿波羅神廟的入口處刻著三句箴言：「認識你自己」（ΓΝΩΘΙ ΣEΑΥΤΟΝ）、「凡事勿過度」（ ΜΗΔΕΝ ΑΓΑΝ）、「妄立誓則禍近」（ΕΓΓΥΑ, ΠΑΡΑ ΔΑΤΗ）。

### 宝库

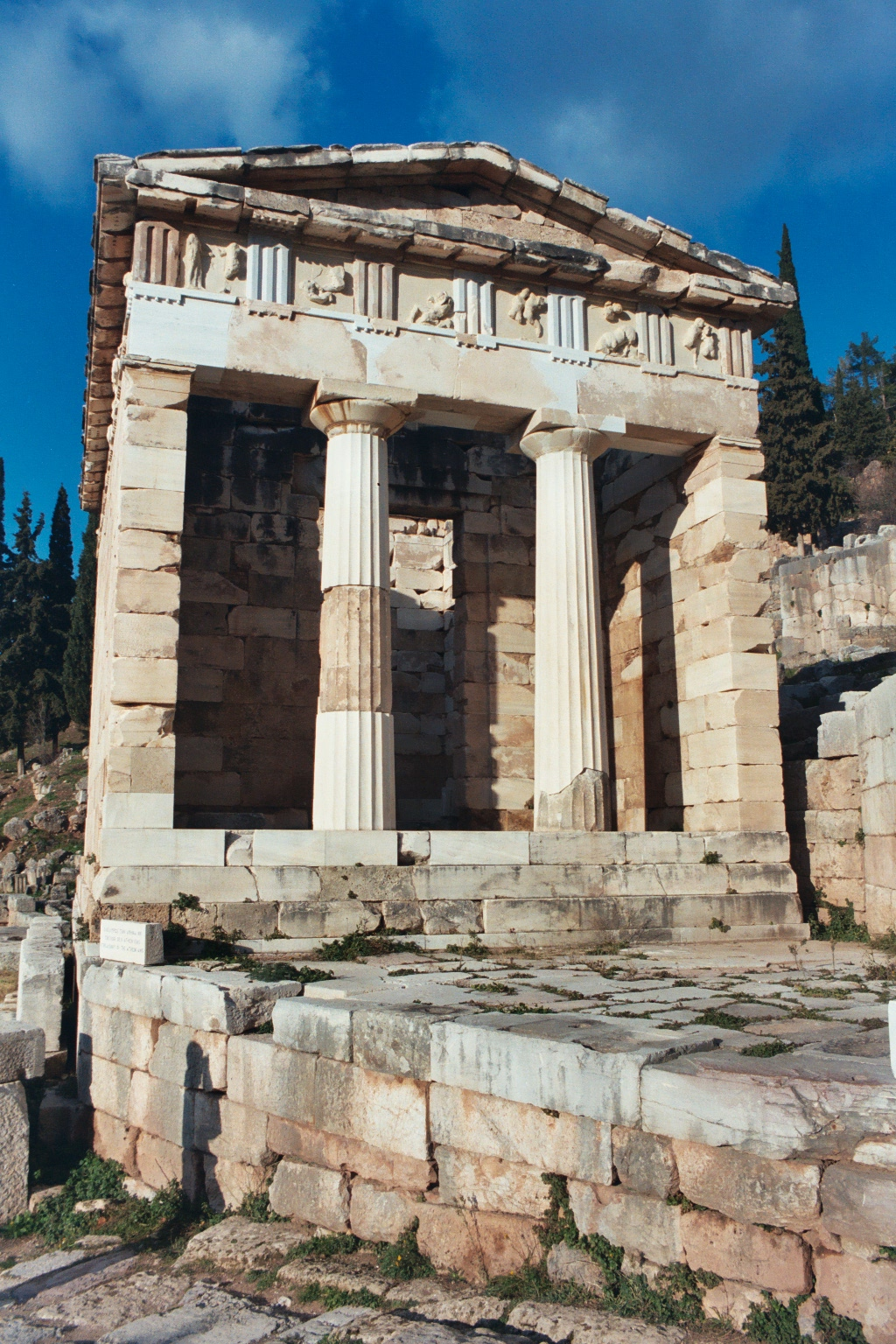
德尔斐的雅典人宝库

宝库沿著上區入口處至阿波羅神廟間的平緩坡道——「神路」，建造沒有統一的規劃，由不同的城邦在不同的時期建立，用以陳列獻給神明以感謝神諭指引的祈願物和紀念歸功於神諭的勝利的藝術品，許多為戰爭的戰利品。在希腊的各个圣地上都修建有宝库，而德尔斐是宝库最集中的地方，大约有二十多个。多數存放于宝库裡的祭品已经丢失，但建筑遺址本身的魅力还是很有价值的。
最初的寶庫都型制簡單，如在約西元前600年僭主库普塞罗時期建造柯林斯人寶庫。然而，自从前530年起，開始風行带有两个爱奥尼或陶立克支柱的门廳式。現存寶庫遺址例如：波也奧西亞寶庫、西库翁寶庫和尼多斯寶庫，最晚近的宝库是底比斯宝库（约前370年）以及昔蘭尼宝库（前350年-前325年），由此可知這种建筑風潮在德尔斐持续了不到两个世纪。
最知名的寶庫是雅典寶庫，約建於西元490年，用以紀念馬拉松戰役，近現代部分重建，其位于神路在神廟前的最后一个拐弯处，因此不论是从圣地入口还是从神庙都能够看到。錫夫諾斯寶庫則在约西元前525年由锡弗诺斯城邦的居民修建，造型華麗，爱奥尼式的装飾和雕塑被发挥到了极致，正面由兩個女像柱支撐。最大的寶庫則是建於古典時代晚期的阿爾戈斯寶庫，完工於西元前380年，與阿爾戈斯赫拉神廟有相似之處。

### 希俄斯祭壇
举行献祭仪式的祭台位于神庙的前面，根據簷口左側的銘文，祭壇約在西元前330年在希俄斯城资助下重建，取代古老的阿爾克馬埃翁家族興建的祭壇。可能是为了被公元前373年的地震所破坏的第五个神庙的重建工作。外觀除了地基和簷口外皆為黑色大理石構成，還有白色大理石的祭台。

### 其他遗蹟
德尔斐圣地还拥有许多其他古蹟，有一些比阿波罗神庙更壮观，其中大部分具有祈愿或是纪念的性质。所以该遗址的占地特别长；需要指出的是，这些纪念建筑不全是同一时期共存的，而现代对遗址的呈现中许多建筑都是重新绘出的。
同样，为了解释遗址所占地的演化，必须将该地地形考虑在内（可以将圣地的布局分为三个阶梯：剧场、神庙、其他建筑）。同样需要纳入考虑的还有自然灾害（火灾、地震等等）以及很大程度上影响着供奉水平和建筑工程的那些政治事件。
建筑物在空间上的分布非常不均匀，一些区域密集地布置了许多，而另一些则非常空旷。建筑物的大小也相差不少，但大多数的尺寸中等，可能是出于造价和空间使用上的考虑。
同时也需要注意宗教日程表上林林总总的礼拜仪式对空间的需求，特别是某些公共庆典（如“宗教讲演”／）；各种仪式、音乐竞赛以及戏剧的上演可能对建筑的安排也有自己的需要。

## 神庙广场上存放的祈愿物
在阿波罗神庙的广场空地（«Aire»）上，在与前5世纪广场平齐的地面上有两道沟，它们可能是因为人们没有别的地方放置个人祭品而开挖的，或者是古代一个被烧毁的建筑的基础。20世纪在这沟里发掘出了相当数量的“ex-voto”。
这些祭品是遗址最辉煌的时期所留下的印记，年代约为前9世纪至前5世纪。其中有不少青铜器：这种合金在前8世纪已经相当罕见，因此它成了一种珍贵的材料，在德尔斐被大量地以小雕像和三脚架的形式被进献。
- 这些青铜小雕像，定年为前9世纪至前8世纪之间，是使用“失蜡法”制造的。这种已消失的技术大致过程为：使用蜡做成原形，在此基础上做成模子，将蜡溶化取出，然后将溶化的青铜倒入定型，最后将模子敲碎取出成品。在这工序中，原形和模子都是一次性的，这样造出的每个成品都是独一无二的。这些小雕像显示，在当时还没有神祇的形象出现，它们表现的一般是男人、女人和战士，其中后者为坐在战车上或马上的男人形象；它们的造型同绘画素材上的造型十分相近。

- 还发现了许多形为青铜三脚支架的祭献物（皮提娅通常坐在三脚支架上）。最初，三脚架用来放置一口小锅以烹饪神圣的菜肴，非常象征性。有时三脚架和小锅一起被进献，有时分别进献。一些小锅带有柄（称为“protomes”），通常是传说中的生物的面貌，比如格里芬的形象。这些传奇元素是一种来源于巴比伦的东方形象，在当时“东方化”的风潮中由希腊匠人们复制。

另一些存放的珍贵进献品包括：
- 一个象牙制的小雕塑，表现了一个直立的男性神（阿波罗？），一手拿着长矛，另一只手放置于他驯养的一头猛兽的脑袋上。这也是借自东方的肖像。这个神的尺寸相当大，在底座部分围着一个小圈，上面有典型的希臘回紋（公元前七世纪）；
- 一个表现了伊萨卡的奥德修斯刺瞎独眼巨人波吕斐摩斯的形象；
- 一个表现“kouros”（“kouroi”的复数形式，男孩）的形象：站立的全裸男青年，左脚略微前跨；
- 一些木质包金（或象牙）的雕塑，包括：
  - 格里芬（猛禽的头和翼，狮子的身体）；
  - 狮身人面像（斯芬克斯起源于东方文化，希腊人将其转变为女性形象，她有女人的头、翅膀以及猫科动物的身体；人们赋予她预言的神力）；
- 一头实际尺寸的银质公牛的残存。

稍晚的进献品（公元前五世纪之后）对身体曲线和服饰的刻画更为细腻和真实。

### 祈愿柱
自前4世纪起，可能是出于对节约空间的考虑，另一种祭献形式开始流行，即祈愿性的圆柱和立柱。圆柱（或单或双）和立柱是用来将祭献品高高托起，以显示其价值之用，通常是一些表现统治者的青铜雕塑。
- 纳克索斯岛圆柱建于约前575年，是最早的此类纪念碑之一。它非常高大，顶端甚至接近阿波罗神庙的地面高度，而它本身位于该建筑的脚下，原始克托尼俄斯信仰的地域。为了能够让所有的角落都能够看到，它有一个很长的柱身，和一个壮观的爱奥尼柱头，上面还立了一只高达两米的狮身人面像——纳克索斯的斯芬克斯（英语：Sphinx of Naxos）。这只猛兽可能看守着狄俄尼索斯的墓，后者是纳克索斯人的守护神。柱子上有一个小小的镌刻表明纳克索斯人可能因为这个祭品而获得了咨询神谕的优先权（promenteia）。

- 舞蹈者圆柱（英语：Dancers of Delphi）是年代为前370年的作品，它装饰有爵床叶饰（acanthe），承托了一个新颖的顶饰：三个年轻女子支撑着一个三脚架，裡面放置了翁法洛斯，德尔斐的象征。

- 罗得岛的立柱又称“利西波斯的太阳战车”，于前325年至前300年间进贡，这个立柱支撑着一个镀金的驷马战车，上面坐着太阳神赫利俄斯。这个结构正对着阿波罗神庙。

### 雕塑群
在圣地的低处，入口的左侧，曾经摆放着一个非常宏伟的纪念雕塑，后来这个雕塑被竞争中的城市陆续用不同的主题取代。现在我们还能看到两个象征着这个竞争开始的纪念物：米太亚得的雕像以及吕山德的雕像，或名“海军督统雕像”（ναυαρχία / Nauarchia）。
- 米太亚得像由雅典人捐赠，纪念了希腊人战胜波斯人的马拉松战役。它由十三个雕塑组成，雕塑者为菲迪亚斯（帕台农神庙的设计者和建造者）。这些雕塑将雅典娜、阿波罗以及米太亚得表现在同一场景中，还出现了十个胜利的英雄角色以及三个雅典的执政官。

- 吕山德像就在米太亚得像的隔壁，它有一个基座，上面摆放着一整套青铜雕塑，在后面有二十八个雕塑表现了所有参加埃果斯河战役的人员，在这场海战中，吕山德率领斯巴达海军以少敌多击败了雅典的海上力量。前面有十个雕塑，表现了「狄奧斯庫洛伊兄弟（Διόσκουροι）」的场景，出现的人物有卡斯托耳和波魯克斯、宙斯、阿波罗、阿耳忒弥斯以及波塞冬，出场的还有带着花环的吕山德，一个传令官以及旗舰的掌舵者。

雕像的排列有非常显著的政治考量，希冀能够高于米太亚得的纪念碑，而两者的目的是相似的。由于吕山德不想被批评为僭妄，所以他将众神放在前列，而米太亚得的雕塑中他们和凡人出现在同一个场景中。

## 德爾菲神谕
德尔斐的圣地实际上是“神谕性的”，在这里神的话语通过皮媞亞（德尔斐的女预言者）下达到凡人。这个女祭司传统上是一个未受过教育的年轻处女（后期演变成了一个老年妇女，但仍著少女的服饰），她坐在一个三脚架上，这个架子支在产生神谕的沟壑（ἄδυτον / ）中，下面就是产生天然气的裂缝。皮提娅手持着一个浇祭盘以及一支月桂（阿波罗的神树）。
对神谕的咨询最初是年度性的，在德尔斐曆法的这个月（公历二月至三月之间）的第七天开始举办阿波罗节。随后演变成一年内（传说中）阿波罗在当地居住的九个月中每个月的七号都举行仪式，这天起名为（许多问题的日子）。
在问询前有一些仪式需要履行，它们由女预言者在两个祭司的配合下完成。后者终生服务于神庙，下面辖有五个操持仪式的“hosioi”（神圣的人）以及两个男预言者，其中一个辅佐皮提娅，将她的预言翻译成常人所能理解的语言。神的语言通常被转译成韵文，采用六步格。我们仍不知道女预言者是否能够被人见到，因为至今在这一问题上还没有可靠的见证。
现代史学史的研究根据古希腊，可能上溯至德尔斐的传统，来寻找皮提娅在仪式中所吐露语言的来历。一直以来流传的一种说法是她吸入了地层中弥散出的气体而被麻痹，然而这种说法受到了很多质疑，因为法国雅典学院的发掘没有在阿波罗神庙地下找到传说的裂缝，并且他们认为当地页岩的地质也阻止了气体的外散。但更新的一个研究表明，德尔斐遗蹟确实坐落于两个断层的交叉处，并且地底下富含的沥青质石灰岩在地壳运动中可能会产生乙烯类物质，而后者对人有神经麻痹作用。这些细节和普鲁塔克的历史记载不谋而合，提供了一个新的解释的可能 。
神谕的运作在历史上经历了不少变动，根据最权威的见证者之一，曾经是神庙的一名祭司的普鲁塔克的说法，在他的年代（公元1世纪）神庙里只有一个女预言家，她每个月受到一次请求；而更早以前仪式鼎盛的时期需要三个女祭司轮流替换才能应付长长的请求队伍。在阿波罗的另一个神庙裡，神谕只是通过意念传到预言者的精神中，这使得他/她可能进行更自由的发挥。

## 狄俄尼索斯教派

帕尔纳索斯山，阿德里亚·曼特尼亚作品（1497）

在冬天的那几个月，阿波罗会离开德尔斐圣地去往极北之地自我洁净，因此在德尔斐他的位置就被狄俄倪索斯所取代。后者在冬天出现三个月，是帕尔纳索斯山上一个教派仪式，生食的（omophage）提阿德斯（Thyades，可能等同于邁那得斯）的崇拜对象。在“Adyton”里还有一个狄俄尼索斯的墓。
这个神的地位由于他和阿波罗的关系而渐渐地得到改变，最初他要低于太阳神，但是后来，因为他对等神的身份而逐渐融入了阿波罗的神性，二者变得不可分离。因此在德尔斐的声名远播的同时，狄俄尼索斯教派也藉此获得了泛希腊的信仰。

## 大眾文化
在2018年發行的電子遊戲《刺客信條：奧德賽》中，德爾斐被塑造成反派組織「秩序神教」的大本營，而女祭司皮媞亞傳達的也不是真正的阿波羅神諭，而是秩序神教強迫她傳達的旨意。